# Discografia di Elisa
La discografia di Elisa, cantautrice italiana in attività dal 1996, comprende undici album registrati in studio, tre album dal vivo, sette raccolte, una colonna sonora, un extended play, 90 singoli, di cui 52 singoli come artista principale, 23 come artista ospite e 14 singoli promozionali, quattro album video e 69 video musicali.
Nel corso della sua carriera si è aggiudicata 1 disco di diamante, 1 disco multiplatino (come membro del gruppo Artisti Uniti per l'Abruzzo), 54 dischi di platino e 12 dischi d'oro per le oltre 5,5 milioni di copie certificate da M&D e FIMI.
Gli album Soundtrack '96-'06, Heart, L'anima vola, On e 
Ritorno al futuro/Back to the Future e i singoli Luce (tramonti a nord est), Almeno tu nell'universo, Teach Me Again, Gli ostacoli del cuore, e Ti vorrei sollevare sono arrivati alla posizione numero 1 nelle rispettive classifiche di vendita ufficiali italiane stilate dalla FIMI.

## Album

### Album in studio
| Anno                                                                                               | Titolo | Classifiche | Classifiche | Certificazioni     | Unità           |
| Anno                                                                                               | Titolo | ITA         | SWI         | Certificazioni     | Unità           |
| -------------------------------------------------------------------------------------------------- | --- | ----------- | ----------- | ------------------ | --------------- |
| 1997                                                                                               | Pipes & Flowers - Pubblicato: 22 settembre 1997 - Etichetta: Sugar (distr. Universal) - Formati: CD, MC                                                          | 9           | –           | - ITA: Platino (3) | - ITA: 300 000+ |
| 2000                                                                                               | Asile's World - Pubblicato: 5 maggio 2000 - Etichetta: Sugar (distr. Universal) - Formati: CD, MC                                                                | 5           | –           | - ITA: Platino     | - ITA: 150 000+ |
| 2001                                                                                               | Then Comes the Sun - Pubblicato: 9 novembre 2001 - Etichetta: Sugar (distr. Universal) - Formati: CD, MC                                                         | 10          | –           | - ITA: Platino (3) | - ITA: 300 000+ |
| 2003                                                                                               | Lotus - Pubblicato: 14 novembre 2003 - Etichetta: Sugar (distr. Universal) - Formati: CD, MC, LP, SACD+DVD                                                       | 2           | –           | - ITA: Platino (4) | - ITA: 400 000+ |
| 2004                                                                                               | Pearl Days - Pubblicato: 15 ottobre 2004 - Etichetta: Sugar (distr. Universal) - Formati: CD                                                                     | 2           | –           | - ITA: Platino (2) | - ITA: 180 000+ |
| 2009                                                                                               | Heart - Pubblicato: 13 novembre 2009 - Etichetta: Sugar (distr. Warner) - Formati: CD, download digitale                                                         | 1           | –           | - ITA: Platino (2) | - ITA: 140 000+ |
| 2010                                                                                               | Ivy - Pubblicato: 30 novembre 2010 - Etichetta: Sugar (distr. Warner) - Formati: CD+DVD, download digitale                                                       | 4           | –           | - ITA: Platino     | - ITA: 60 000+  |
| 2013                                                                                               | L'anima vola - Pubblicato: 15 ottobre 2013 - Etichetta: Sugar (distr. Warner) - Formati: CD, LP, download digitale                                               | 1           | –           | - ITA: Platino (2) | - ITA: 100 000+ |
| 2016                                                                                               | On - Pubblicato: 25 marzo 2016 - Etichetta: Sugar (distr. Warner) - Formati: CD, LP, download digitale                                                           | 1           | –           | - ITA: Platino     | - ITA: 50 000+  |
| 2018                                                                                               | Diari aperti - Pubblicato: 26 ottobre 2018 - Etichetta: Universal Music Italia - Formati: CD, LP, download digitale                                              | 2           | 53          | - ITA: Platino (3) | - ITA: 150 000+ |
| 2022                                                                                               | Ritorno al futuro/Back to the Future - Pubblicato: 18 febbraio 2022 - Etichetta: Universal Music Italia, Island Records - Formati: 2 CD, 2 LP, download digitale | 1           | 31          | - ITA: Platino     | - ITA: 50 000+  |
| "—" indica una pubblicazione che non si è classificata o che non è stata pubblicata in quel Paese. | |             |             |                    |                 |

### Album dal vivo
| Anno                                                                                               | Titolo | Classifiche |
| Anno                                                                                               | Titolo | ITA         |
| -------------------------------------------------------------------------------------------------- | --- | ----------- |
| 2007                                                                                               | iTunes Festival: London - Elisa (Live) - Raccolta live esclusiva per iTunes - Pubblicato: 25 settembre 2007 - Etichetta: Sugar (distr. Warner) - Formati: download | —           |
| 2007                                                                                               | Soundtrack '96-'06 Live - Pubblicato: 16 novembre 2007 - Etichetta: Sugar (distr. Warner) - Formati: CD+DVD                                                        | 11          |
| 2022                                                                                               | Back to the Future Live Part I - Pubblicato: 16 settembre 2022 - Etichetta: Universal Music Italia, Island - Formati: download, streaming                          | 10          |
| 2022                                                                                               | Back to the Future Live Part II - Pubblicato: 21 ottobre 2022 - Etichetta: Universal Music Italia, Island - Formati: download, streaming                           | 12          |
| 2022                                                                                               | Back to the Future Live Part III - Pubblicato: 25 novembre 2022 - Etichetta: Universal Music Italia, Island - Formati: download, streaming                         | 25          |
| "—" indica una pubblicazione che non si è classificata o che non è stata pubblicata in quel Paese. | |             |

### Raccolte
| Anno                                                                                               | Titolo | Classifiche | Classifiche | Certificazioni                                    | Unità                                             |
| Anno                                                                                               | Titolo | ITA         | SWI         | Certificazioni                                    | Unità                                             |
| -------------------------------------------------------------------------------------------------- | --- | ----------- | ----------- | ------------------------------------------------- | ------------------------------------------------- |
| 2002                                                                                               | Elisa - Prima raccolta per il mercato europeo - Pubblicato: 2002 - Etichetta: Sony (distr. Universal) - Formati: CD, MC                                   | —           | 84          |                                                   |                                                   |
| 2006                                                                                               | Soundtrack '96-'06 - Prima raccolta per il mercato italiano - Pubblicato: 17 novembre 2006 - Etichetta: Sugar (distr. Warner) - Formati: CD, CD+DVD, LP   | 1           | 58          | - ITA: - Diamante (pre-FIMI) - Platino (dal 2009) | - ITA: - 600 000+ (pre-FIMI) - 50 000+ (dal 2009) |
| 2007                                                                                               | Caterpillar - Seconda raccolta per il mercato europeo - Pubblicato: 20 luglio 2007 - Etichetta: Sugar (distr. Warner) - Formati: CD                       | 34          | –           |                                                   |                                                   |
| 2008                                                                                               | Dancing - Prima raccolta per il mercato nordamericano - Pubblicato: 15 luglio 2008 - Etichetta: Sugar/Fontana (distr. Universal) - Formati: CD            | –           | –           |                                                   |                                                   |
| 2012                                                                                               | Steppin' on Water - Seconda raccolta per il mercato nordamericano - Pubblicato: 13 marzo 2012 - Etichetta: Sugar/Decca (distr. Universal) - Formati: CD   | –           | –           |                                                   |                                                   |
| 2017                                                                                               | Soundtrack '97-'17 - Seconda raccolta per il mercato italiano - Pubblicato: 1 settembre 2017 - Etichetta: Sugar - Formati: CD, CD+DVD, download digitale  | 4           | –           | - ITA: Oro                                        | - ITA: 25 000+                                    |
| 2023                                                                                               | Intimate - Recording at Abbey Road Studios - Pubblicato: 8 dicembre 2023 - Etichetta: Universal Music Italia, Island - Formati: CD, LP, download digitale | 9           | –           | - ITA: Oro                                        | - ITA: 25 000+                                    |
| "—" indica una pubblicazione che non si è classificata o che non è stata pubblicata in quel Paese. | |             |             |                                                   |                                                   |

### Colonne sonore
| Anno | Titolo | Classifiche |
| Anno | Titolo | ITA         |
| ---- | --- | ----------- |
| 2012 | Un giorno questo dolore ti sarà utile (con Andrea Guerra) - Pubblicato: 24 gennaio 2012 - Etichetta: Sugar (distr. Universal) - Formati: CD | 46          |

## Extended play
| Anno | Titolo                                                                                             |
| ---- | -------------------------------------------------------------------------------------------------- |
| 2019 | Secret Diaries - Pubblicato: 7 giugno 2019 - Etichetta: Universal - Formati: LP, download digitale |

## Singoli

### Come artista principale
| Anno                                                                                               | Titolo                                        | Classifiche | Certificazioni                                   | Unità                                             | Album di provenienza                                   |
| Anno                                                                                               | Titolo                                        | ITA         | Certificazioni                                   | Unità                                             | Album di provenienza                                   |
| -------------------------------------------------------------------------------------------------- | --------------------------------------------- | ----------- | ------------------------------------------------ | ------------------------------------------------- | ------------------------------------------------------ |
| 1997                                                                                               | Sleeping in Your Hand                         | 5           |                                                  |                                                   | Pipes & Flowers                                        |
| 1997                                                                                               | Labyrinth                                     | 22          |                                                  |                                                   | Pipes & Flowers                                        |
| 1998                                                                                               | Mr. Want                                      | —           |                                                  |                                                   | Pipes & Flowers                                        |
| 1998                                                                                               | Cure Me                                       | —           |                                                  |                                                   | Pipes & Flowers                                        |
| 2000                                                                                               | Gift                                          | 26          |                                                  |                                                   | Asile's World                                          |
| 2000                                                                                               | Happiness Is Home                             | 52          |                                                  |                                                   | Asile's World                                          |
| 2000                                                                                               | Asile's World                                 | 69          |                                                  |                                                   | Asile's World                                          |
| 2001                                                                                               | Luce (tramonti a nord est)                    | 1           | - ITA: - Oro (2) (pre-FIMI) - Platino (dal 2009) | - ITA: - 30 000+ (pre-FIMI) - 100 000+ (dal 2009) | Asile's World                                          |
| 2002                                                                                               | Rainbow                                       | 3           |                                                  |                                                   | Then Comes the Sun                                     |
| 2002                                                                                               | Time (Planet Funk Remix)                      | 46          |                                                  |                                                   | Then Comes the Sun                                     |
| 2003                                                                                               | Almeno tu nell'universo                       | 1           |                                                  |                                                   | Ricordati di me (colonna sonora)                       |
| 2003                                                                                               | Broken                                        | 3           |                                                  |                                                   | Lotus                                                  |
| 2005                                                                                               | Una poesia anche per te                       | 2           | - ITA: Platino                                   | - ITA: 20 000+                                    | Pearl Days                                             |
| 2005                                                                                               | Swan                                          | 3           | - ITA: Oro                                       | - ITA: 10 000+                                    | Melissa P. (colonna sonora)                            |
| 2006                                                                                               | Teach Me Again (con Tina Turner)              | 1           | - ITA: Oro                                       | - ITA: 10 000+                                    | All the Invisible Children (colonna sonora)            |
| 2006                                                                                               | Gli ostacoli del cuore (con Ligabue)          | 1           | - ITA: Platino (dal 2009)                        | - ITA: 50 000+ (dal 2009)                         | Soundtrack '96-'06                                     |
| 2007                                                                                               | Eppure sentire (un senso di te)               | 2           | - ITA: Platino (dal 2009)                        | - ITA: 50 000+ (dal 2009)                         | Soundtrack '96-'06                                     |
| 2007                                                                                               | Stay                                          | 11          |                                                  |                                                   | Soundtrack '96-'06                                     |
| 2007                                                                                               | Qualcosa che non c'è                          | 17          |                                                  |                                                   | Soundtrack '96-'06                                     |
| 2009                                                                                               | Ti vorrei sollevare (con Giuliano Sangiorgi)  | 1           | - ITA: Platino (2)                               | - ITA: 60 000+                                    | Heart                                                  |
| 2010                                                                                               | Anche se non trovi le parole                  | 41          |                                                  |                                                   | Heart                                                  |
| 2010                                                                                               | Someone to Love                               | –           |                                                  |                                                   | Heart                                                  |
| 2010                                                                                               | Nostalgia                                     | 38          |                                                  |                                                   | Ivy                                                    |
| 2011                                                                                               | Sometime Ago                                  | –           |                                                  |                                                   | Ivy                                                    |
| 2011                                                                                               | Love Is Requited                              | 37          |                                                  |                                                   | Un giorno questo dolore ti sarà utile (colonna sonora) |
| 2013                                                                                               | Ancora qui (con Ennio Morricone)              | 41          |                                                  |                                                   | Django Unchained (colonna sonora)                      |
| 2013                                                                                               | L'anima vola                                  | 2           | - ITA: Platino (2)                               | - ITA: 60 000+                                    | L'anima vola                                           |
| 2013                                                                                               | Ecco che                                      | 22          | - ITA: Oro                                       | - ITA: 15 000+                                    | L'anima vola                                           |
| 2014                                                                                               | Un filo di seta negli abissi                  | 39          | - ITA: Oro                                       | - ITA: 15 000+                                    | L'anima vola                                           |
| 2014                                                                                               | Pagina bianca                                 | 87          |                                                  |                                                   | L'anima vola                                           |
| 2014                                                                                               | Maledetto labirinto                           | 96          |                                                  |                                                   | L'anima vola                                           |
| 2014                                                                                               | A modo tuo                                    | 18          | - ITA: Platino (2)                               | - ITA: 100 000+                                   | L'anima vola                                           |
| 2016                                                                                               | No Hero                                       | 8           | - ITA: Platino (3)                               | - ITA: 150 000+                                   | On                                                     |
| 2016                                                                                               | Love Me Forever                               | 92          | - ITA: Oro                                       | - ITA: 25 000+                                    | On                                                     |
| 2016                                                                                               | Bruciare per te                               | 96          | - ITA: Platino                                   | - ITA: 50 000+                                    | On                                                     |
| 2017                                                                                               | Ogni istante/Yours to Keep                    | 40          | - ITA: Platino                                   | - ITA: 50 000+                                    | N.D.                                                   |
| 2018                                                                                               | Will We Be Strangers                          | –           |                                                  |                                                   | N.D.                                                   |
| 2018                                                                                               | Quelli che restano (con Francesco De Gregori) | 38          |                                                  |                                                   | Diari aperti                                           |
| 2018                                                                                               | Se piovesse il tuo nome                       | 4           | - ITA: Platino (4)                               | - ITA: 400 000+                                   | Diari aperti                                           |
| 2019                                                                                               | Anche fragile                                 | 18          | - ITA: Platino (2)                               | - ITA: 140 000+                                   | Diari aperti                                           |
| 2019                                                                                               | Vivere tutte le vite (con Carl Brave)         | 22          | - ITA: Platino (2)                               | - ITA: 140 000+                                   | Diari aperti                                           |
| 2019                                                                                               | Tua per sempre                                | 88          | - ITA: Oro                                       | - ITA: 25 000+                                    | Diari aperti                                           |
| 2019                                                                                               | Blu Part II (con Rkomi)                       | 75          | - ITA: Oro                                       | - ITA: 35 000+                                    | Diari aperti                                           |
| 2019                                                                                               | Soul                                          | —           |                                                  |                                                   | Diari aperti                                           |
| 2020                                                                                               | Andrà tutto bene (con Tommaso Paradiso)       | 27          |                                                  |                                                   | N.D.                                                   |
| 2021                                                                                               | Seta                                          | —           |                                                  |                                                   | Ritorno al futuro/Back to the Future                   |
| 2022                                                                                               | O forse sei tu                                | 4           | - ITA: Platino (2)                               | - ITA: 200 000+                                   | Ritorno al futuro/Back to the Future                   |
| 2022                                                                                               | Litoranea (feat. Matilda De Angelis)          | —           | - ITA: Oro                                       | - ITA: 50 000+                                    | Ritorno al futuro/Back to the Future                   |
| 2022                                                                                               | Palla al centro (con Jovanotti)               | —           |                                                  |                                                   | Ritorno al futuro/Back to the Future                   |
| 2022                                                                                               | Come te nessuno mai                           | —           |                                                  |                                                   | Ritorno al futuro/Back to the Future                   |
| 2023                                                                                               | Diamanti (con i Negramaro e Jovanotti)        | 40          | - ITA: Platino                                   | - ITA: 100 000+                                   | Free Love                                              |
| 2023                                                                                               | Quando nevica                                 | 38          |                                                  |                                                   | Intimate – Recording at Abbey Road Studio              |
| 2024                                                                                               | Dillo solo al buio                            | 47          |                                                  |                                                   | TBA                                                    |
| 2025                                                                                               | Nonostante tutto (con Cesare Cremonini)       | 17          | - ITA: Oro                                       | - ITA: 100 000+                                   | Alaska Baby                                            |
| 2025                                                                                               | Sesso debole                                  | —           |                                                  |                                                   | TBA                                                    |
| "—" indica una pubblicazione che non si è classificata o che non è stata pubblicata in quel Paese. |                                               |             |                                                  |                                                   |                                                        |

### Come artista ospite
| Anno                                                                                               | Titolo | Classifiche | Certificazioni                                      | Unità                                                        | Album di provenienza             |
| Anno                                                                                               | Titolo | ITA         | Certificazioni                                      | Unità                                                        | Album di provenienza             |
| -------------------------------------------------------------------------------------------------- | --- | ----------- | --------------------------------------------------- | ------------------------------------------------------------ | -------------------------------- |
| 1999                                                                                               | Nottetempo (La Comitiva feat. Ice One, Frankie hi-nrg mc, Malaisa e Elisa)                                                                                          | –           |                                                     |                                                              | Medicina buona                   |
| 2003                                                                                               | Vivere forte (Piccola Orchestra Avion Travel feat. Elisa) | –           |                                                     |                                                              | Poco mossi gli altri bacini      |
| 2003                                                                                               | Nessuna certezza (Tiromancino feat. Elisa e Meg) | –           |                                                     |                                                              | In continuo movimento            |
| 2005                                                                                               | Opera (Jade feat. Elisa) | –           |                                                     |                                                              | In Silence                       |
| 2009                                                                                               | Domani 21/04.2009 (Artisti Uniti per l'Abruzzo) | 1           | - ITA: Diamante                                     | - ITA: 500 000+                                              | /                                |
| 2010                                                                                               | Donna d'Onna (Amiche per l'Abruzzo) | 8           |                                                     |                                                              | Amiche per l'Abruzzo             |
| 2011                                                                                               | Basta così (Negramaro feat. Elisa) | 7           | - ITA: Platino                                      | - ITA: 30 000+                                               | Casa 69                          |
| 2012                                                                                               | A muso duro (Italia Loves Emilia) | 23          |                                                     |                                                              | Italia Loves Emilia. Il concerto |
| 2014                                                                                               | We Are Incurable Romantics (Ozark Henry feat. Elisa) | 29          |                                                     |                                                              | Stay Gold                        |
| 2015                                                                                               | La signora del quinto piano #1522 (Carmen Consoli con Elisa, Emma, Irene Grandi, Nada e Gianna Nannini)                                                             | 64          |                                                     |                                                              | /                                |
| 2016                                                                                               | Vain (Big Fish feat. Elisa) | –           |                                                     |                                                              | Doner Bombers Vol. 4             |
| 2017                                                                                               | Piccola anima (Ermal Meta feat. Elisa) | 54          | - ITA: Platino                                      | - ITA: 50 000+                                               | Vietato morire                   |
| 2018                                                                                               | Da sola/In the Night (Takagi & Ketra feat. Tommaso Paradiso e Elisa)                                                                                                | 12          | - ITA: Platino                                      | - ITA: 50 000+                                               | /                                |
| 2018                                                                                               | La fine della chemio (Sick Tamburo feat. Jovanotti, Tre Allegri Ragazzi Morti, Manuel Agnelli, Samuel, Elisa, Meg, Lo Stato Sociale, Pierpaolo Capovilla e Prozac+) | –           |                                                     |                                                              | /                                |
| 2019                                                                                               | Blu (Rkomi feat. Elisa) | 9           | - ITA: Platino (2)                                  | - ITA: 140 000+                                              | Dove gli occhi non arrivano      |
| 2019                                                                                               | Birds (Imagine Dragons feat. Elisa) | 61          | - ITA: Platino - POL: Oro - PRT: Oro - FRA: Platino | - ITA: 70 000+ - POL: 20 000+ - PRT: 10 000+ - FRA: 200 000+ | Origins                          |
| 2020                                                                                               | Neon - Le ali (Marracash feat. Elisa) | 5           | - ITA: Platino                                      | - ITA: 70 000+                                               | Persona                          |
| 2020                                                                                               | Volente o nolente (Ligabue feat. Elisa) | 60          | - ITA: Oro                                          | - ITA: 35 000+                                               | 7                                |
| 2021                                                                                               | Rubini (Mahmood feat. Elisa) | 31          | - ITA: Platino                                      | - ITA: 100 000+                                              | Ghettolimpo                      |
| 2022                                                                                               | Ghosts (How Can I Move On) (Muse feat. Elisa) | –           |                                                     |                                                              | Will of the People               |
| 2022                                                                                               | Poetica (live) (Cesare Cremonini feat. Elisa) | –           |                                                     |                                                              | /                                |
| 2023                                                                                               | Tilt (Zef & Marz feat. Elisa e La Rappresentante di Lista) | –           |                                                     |                                                              | /                                |
| 2023                                                                                               | Canzoni per gli altri (Federica Abbate feat. Elisa) | –           |                                                     |                                                              | Canzoni per gli altri            |
| 2024                                                                                               | Rimani qui (Andrea Bocelli feat. Elisa) | –           |                                                     |                                                              | Duets (30th Anniverdary)         |
| "—" indica una pubblicazione che non si è classificata o che non è stata pubblicata in quel Paese. | |             |                                                     |                                                              |                                  |

### Singoli promozionali
| Anno                                                                                               | Titolo                          | Classifiche | Certificazioni | Unità          | Album di provenienza                 |
| Anno                                                                                               | Titolo                          | ITA         | Certificazioni | Unità          | Album di provenienza                 |
| -------------------------------------------------------------------------------------------------- | ------------------------------- | ----------- | -------------- | -------------- | ------------------------------------ |
| 1997                                                                                               | A Feast for Me                  | —           |                |                | Pipes & Flowers                      |
| 1998                                                                                               | So Delicate So Pure             | —           |                |                | Pipes & Flowers                      |
| 2001                                                                                               | Heaven Out of Hell              | —           |                |                | Then Comes the Sun                   |
| 2002                                                                                               | Fever                           | —           |                |                | Then Comes the Sun                   |
| 2002                                                                                               | Dancing                         | 33          |                |                | Then Comes the Sun                   |
| 2004                                                                                               | Electricity                     | —           |                |                | Lotus                                |
| 2004                                                                                               | Together                        | —           |                |                | Pearl Days                           |
| 2004                                                                                               | The Waves                       | —           |                |                | Pearl Days                           |
| 2010                                                                                               | Cuore amore                     | —           |                |                | /                                    |
| 2018                                                                                               | Promettimi                      | 52          | - ITA: Platino | - ITA: 70 000+ | Diari aperti                         |
| 2020                                                                                               | Three Little Birds (con Shablo) | —           |                |                | Jammin' Marley EP Vol. 1             |
| 2022                                                                                               | A tempo perso                   | —           |                |                | Ritorno al futuro/Back to the Future |
| 2022                                                                                               | Show's Rollin'                  | —           |                |                | Ritorno al futuro/Back to the Future |
| 2022                                                                                               | Quello che manca (con Rkomi)    | 48          |                |                | Ritorno al futuro/Back to the Future |
| "—" indica una pubblicazione che non si è classificata o che non è stata pubblicata in quel Paese. |                                 |             |                |                |                                      |

## Altri brani entrati in classifica
| Anno | Titolo                                                                                     | Classifiche | Album di provenienza       |
| Anno | Titolo                                                                                     | ITA         | Album di provenienza       |
| ---- | ------------------------------------------------------------------------------------------ | ----------- | -------------------------- |
| 2013 | Non fa niente ormai                                                                        | 18          | L'anima vola               |
| 2013 | E scopro cos'è la felicità                                                                 | 60          | L'anima vola               |
| 2014 | One                                                                                        | 54          | L'anima vola               |
| 2014 | We Are Incurable Romantics (Ozark Henry feat. Elisa)                                       | 28          | We Are Incurable Romantics |
| 2015 | La signora del quinto piano # 1522 (Carmen Consoli feat. Elisa, Emma, Irene Grandi e Nada) | 64          | L'abitudine di tornare     |
| 2016 | Sorrido già (feat. Emma e Giuliano Sangiorgi)                                              | 51          | On                         |
| 2021 | Senza sogni (Guè Pequeno feat. Elisa)                                                      | 25          | Guesus                     |
| 2022 | D10S (Luchè feat. Elisa)                                                                   | 44          | Dove volano le aquile      |
| 2022 | Così Non Va (The Night Skinny feat. Elisa, Gaia, Madame e Rkomi)                           | 60          | Botox                      |
| 2024 | Aurore boreali (Cesare Cremonini feat. Elisa)                                              | 64          | Alaska Baby                |

## Collaborazioni

### Come interprete
| Anno | Titolo                                                        | Artista principale | Album di provenienza                           |
| ---- | ------------------------------------------------------------- | --- | ---------------------------------------------- |
| 2000 | Smile                                                         | Spacer | The Beamer                                     |
| 2004 | Rachel and the Storm                                          | Casa del vento (feat. Luca Lanzi) | Al di là degli alberi                          |
| 2005 | Ma quando dici amore                                          | Ron | Ma quando dici amore                           |
| 2006 | Rage & Dust                                                   | Corrado Rustici | Deconstruction of a Postmodern Musican         |
| 2007 | Vizi                                                          | Negrè (feat. Ivan) | Nomi cose e città                              |
| 2008 | La voce del silenzio (Live)                                   | Andrea Bocelli | Vivere. Live in Tuscany                        |
| 2008 | Dancing (Live)                                                | / | Vivere. Live in Tuscany                        |
| 2009 | River                                                         | Terra Naomi | /                                              |
| 2010 | Brainwashed Again                                             | Gaudi (feat. Danny Ladwa) | No Prisoners                                   |
| 2011 | Più musica e meno testo                                       | Niccolò Agliardi | Non vale tutto                                 |
| 2013 | Dagli sbagli si impara                                        | Fabri Fibra | Guerra e pace                                  |
| 2013 | Vieni a vivere con me                                         | Luca Carboni | Fisico & politico                              |
| 2014 | Pop-Hoolista                                                  | Fedez | Pop-Hoolista                                   |
| 2015 | Realize                                                       | The Kolors | Out                                            |
| 2016 | E la luna bussò                                               | Loredana Bertè | Amici non ne ho... ma amiche sì!               |
| 2016 | Amici non ne ho                                               | Loredana Bertè (feat. Aida Cooper, Alessandra Amoroso, Antonella Lo Coco, Bianca Atzei, Emma, Fiorella Mannoia, Irene Grandi, Nina Zilli, Noemi, Paola Turci e Patty Pravo)                                           | Amici non ne ho... ma amiche sì!               |
| 2016 | Destinazione Paradiso                                         | Gianluca Grignani | Una strada in mezzo al cielo                   |
| 2016 | Fire in the Dark                                              | Alborosie | The Rockers                                    |
| 2016 | Luce (tramonti a nord est) (Live)                             | Irene Fornaciari | Amiche in Arena                                |
| 2016 | E la luna bussò (Live)                                        | Loredana Bertè e Noemi | Amiche in Arena                                |
| 2016 | L'anima vola (Live)                                           | Emma | Amiche in Arena                                |
| 2016 | Hallelujah (Live)                                             | Paola Turci | Amiche in Arena                                |
| 2016 | Comunque andare (Live)                                        | Alessandra Amoroso | Amiche in Arena                                |
| 2016 | Almeno tu nell'universo (Live)                                | Loredana Bertè e Emma | Amiche in Arena                                |
| 2016 | Amici non ne ho (Live)                                        | Loredana Bertè (feat. Fiorella Mannoia, Noemi, Emma, Irene Grandi, Irene Fornaciari, Alessandra Amoroso, Patty Pravo, Nina Zilli, Gianna Nannini, Bianca Atzei, Aida Cooper, Paola Turci, Elodie e Antonella Lo Coco) | Amiche in Arena                                |
| 2016 | Quello che le donne non dicono (Live)                         | Loredana Bertè (feat. Fiorella Mannoia, Noemi, Emma, Irene Grandi, Irene Fornaciari, Alessandra Amoroso, Patty Pravo, Nina Zilli, Gianna Nannini, Bianca Atzei, Aida Cooper, Paola Turci, Elodie e Antonella Lo Coco) | Amiche in Arena                                |
| 2018 | Amore impossibile                                             | Tiromancino (feat. Mannarino) | Fino a qui                                     |
| 2018 | Gli ostacoli del cuore                                        | Giorgia | Pop Heart                                      |
| 2018 | Memole dolce Memole                                           | Cristina D'Avena | Duets Forever - Tutti cantano Cristina         |
| 2019 | Piccola anima (Live)                                          | Ermal Meta | Non abbiamo armi - Il concerto                 |
| 2019 | Bimbo mio                                                     | / | Dumbo (colonna sonora)                         |
| 2019 | L'amore è nell'aria stasera                                   | Edoardo Leo, Stefano Fresi e Marco Mengoni | Il re leone (colonna sonora)                   |
| 2019 | Quando il destino chiamerà                                    | / | Il re leone (colonna sonora)                   |
| 2019 | Auschwitz                                                     | / | Note di viaggio - Capitolo 1: venite avanti... |
| 2019 | Lasciati                                                      | Subsonica | Microchip temporale                            |
| 2020 | Yo no tengo nada                                              | Francesca Michielin (feat. Dardust) | Feat (stato di natura)                         |
| 2020 | Mare mare                                                     | / | I Love My Radio                                |
| 2021 | C'eravamo tanto amati                                         | Tropico | Non esiste amore a Napoli                      |
| 2021 | Volver                                                        | Paolo Fresu | Tango Macondo                                  |
| 2021 | Luce (Tramonti a nord-est)                                    | Zucchero Fornaciari | Discover                                       |
| 2021 | Nessuno mi può giudicare (Sugar All-Star Anniversary Version) | Caterina Caselli (feat. Andrea Bocelli, Giovanni Caccamo, Malika Ayane, Negramaro e Raphael Gualazzi) | 100 minuti per te                              |
| 2021 | Bloody Mary                                                   | Giorgio Poi | Gommapiuma                                     |
| 2021 | Senza sogni                                                   | Guè Pequeno | Guesus                                         |
| 2022 | D10S                                                          | Luchè | Dove volano le aquile                          |
| 2022 | Così Non Va                                                   | The Night Skinny | Botox                                          |
| 2022 | AQUILA                                                        | Meg | Vesuvia                                        |
| 2022 | Laica preghiera                                               | Marlene Kuntz | Karma Clima                                    |
| 2022 | Consequence                                                   | O.R.k. | Screamnasium                                   |
| 2022 | Io e Anna / Anche fragile (Live)                              | Cesare Cremonini | Poetica (Live)                                 |
| 2023 | Monet                                                         | Rose Villain | Radio Gotham                                   |
| 2023 | Hollowed                                                      | Soen | Memorial                                       |

### Scrittura o produzione
| Anno | Titolo                          | Ruolo                                     | Artista principale                  | Album di provenienza                      |
| ---- | ------------------------------- | ----------------------------------------- | ----------------------------------- | ----------------------------------------- |
| 1995 | /                               | Corista                                   | Positive Men                        | War Mongers                               |
| 1999 | Anyway                          | Autrice e compositrice                    | Filippa Giordano                    | Passioni                                  |
| 1999 | Fly Me Away                     | Co-compositrice                           | Filippa Giordano                    | Passioni                                  |
| 2000 | World Has Got the Fever         | Autrice e co-compositrice                 | Gazosa                              | Gazosa                                    |
| 2002 | Finché vivrò                    | Compositrice                              | Dennis Fantina                      | Dennis                                    |
| 2006 | Tempesta                        | Compositrice                              | Simona Bencini                      | Sorgente                                  |
| 2006 | Elettra's Magic Stick           | Co-autrice (non accreditata)              | Rita Marcotulli                     | The Light Side of the Moon                |
| 2008 | Superheroes                     | Co-arrangiamento                          | Bikini the Cat                      | Me, You and the Superheroes               |
| 2008 | Next to                         | Co-arrangiamento                          | Bikini the Cat                      | Me, You and the Superheroes               |
| 2008 | Addio                           | Arrangiamento vocale e corista            | Enrico Nigiotti                     | Enrico Nigiotti                           |
| 2008 | Psychedelia                     | Co-compositrice e contributi vocali       | Vittorio Cosma, Aldo Nove e Masbedo | Indeepandance (spettacolo multimediale)   |
| 2012 | Distratto                       | Co-autrice e compositrice                 | Francesca Michielin                 | Riflessi di me                            |
| 2012 | Sola                            | Compositrice                              | Francesca Michielin                 | Riflessi di me                            |
| 2012 | Se cadrai                       | Compositrice                              | Francesca Michielin                 | Riflessi di me                            |
| 2012 | Riflessi di me                  | Compositrice                              | Francesca Michielin                 | Riflessi di me                            |
| 2012 | Indelebile                      | Compositrice                              | Francesca Michielin                 | Riflessi di me                            |
| 2012 | Tutto quello che ho             | Autrice                                   | Francesca Michielin                 | Riflessi di me                            |
| 2012 | Non mi dire                     | Autrice e compositrice                    | Francesca Michielin                 | Riflessi di me                            |
| 2013 | /                               | Compositrice                              | AA.VV.                              | L'ultima ruota del carro (colonna sonora) |
| 2014 | Vivendo adesso                  | Autrice e compositrice                    | Francesco Renga                     | Tempo reale                               |
| 2016 | Vivere a colori                 | Autrice e compositrice                    | Alessandra Amoroso                  | Vivere a colori                           |
| 2016 | Comunque andare                 | Co-autrice e compositrice                 | Alessandra Amoroso                  | Vivere a colori                           |
| 2016 | La strada verso casa            | Co-compositrice                           | Lele                                | Costruire                                 |
| 2017 | Se ancora c'è                   | Co-autrice                                | Federica Carta                      | Federica                                  |
| 2017 | Se ti sembra poco               | Autrice                                   | Gianni Morandi                      | D'amore d'autore                          |
| 2019 | Mascara                         | Co-autrice e compositrice                 | Emma                                | Fortuna                                   |
| 2020 | Yo no tengo nada                | Co-autrice e contributi vocali            | Francesca Michelin                  | Feat (stato di natura)                    |
| 2020 | Con il senno di poi             | Co-autrice e contributi vocali            | Marco Guazzone                      | /                                         |
| 2021 | Rubini                          | Co-autrice e contributi vocali            | Mahmood                             | Ghettolimpo                               |
| 2021 | Vertigine                       | Co-autrice e co-compositrice              | Elodie                              | OK. Respira                               |
| 2022 | Bagno a mezzanotte              | Autrice, compositrice e contributi vocali | Elodie                              | OK. Respira                               |
| 2022 | Proiettili (ti mangio il cuore) | Co-autrice e co-compositrice              | Elodie                              | Ti mangio il cuore (colonna sonora)       |
| 2023 | A fari spenti                   | Co-autrice e co-compositrice              | Elodie                              | Red Light                                 |
| 2023 | Senza confine                   | Co-autrice                                | Giorgia                             | Blu                                       |
| 2024 | Senza farmi male                | Autrice e compositrice                    | Mina                                | Gassa d'amante                            |
| 2024 | Aurore boreali                  | Autrice, compositrice e contributi vocali | Cesare Cremonini                    | Alaska Baby                               |
| 2024 | Un'alba rosa                    | Co-autrice e co-compositrice              | Cesare Cremonini                    | Alaska Baby                               |
| 2025 | Mi ami mi odi                   | Co-autrice e co-compositrice              | Elodie                              | Mi ami mi odi                             |

## Videografia

### Album video
| Anno | Titolo |
| ---- | --- |
| 2004 | Lotus - MTV Live @Supersonic + The Making Of Lotus - Pubblicato: 27 febbraio 2004 - Etichetta: Sugar - Formati: 2xDVD |
| 2006 | Soundtrack '96-'06 - Pubblicato: 17 novembre 2006 - Etichetta: Sugar - Formati: DVD                                   |
| 2007 | Soundtrack '96-'06 Live - Pubblicato: 16 novembre 2007 - Etichetta: Sugar - Formati: DVD                              |
| 2010 | Ivy - the Film - Pubblicato: 30 novembre 2010 - Etichetta: Sugar - Formati: DVD                                       |

### Video musicali
| Anno | Titolo | Regista                             |
| ---- | --- | ----------------------------------- |
| 1997 | Sleeping in Your Hand | Paolo Caredda                       |
| 1997 | Labyrinth (prima versione) | Barry Maguire                       |
| 1997 | Labyrinth (seconda versione) | Alex Infascelli                     |
| 1997 | A Feast for Me | Alessandra Pescetta                 |
| 1998 | Cure Me | Alessandra Pescetta                 |
| 1999 | Nottetempo (La Comitiva feat. Ice One, Frankie hi-nrg mc, Malaisa e Elisa)                                                                                          | Manetti Bros.                       |
| 2000 | Gift | Alessandra Pescetta                 |
| 2000 | Asile's World | Luca Guadagnino                     |
| 2001 | Luce (tramonti a nord est) (prima versione) | Luca Guadagnino                     |
| 2001 | Luce (tramonti a nord est) (seconda versione) | Luca Guadagnino                     |
| 2001 | Heaven Out of Hell | Alessandro D'Alatri                 |
| 2002 | Rainbow | Elisa e Dakota Fanning              |
| 2002 | Dancing (live @ Dingwalls) |                                     |
| 2002 | Come Speak to Me/Háblame | Philippe André                      |
| 2003 | Almeno tu nell'universo | Richard Lowenstein                  |
| 2003 | Vivere forte (Piccola Orchestra Avion Travel feat. Elisa) | Giuseppe Ragazzini                  |
| 2003 | Nessuna certezza (Tiromancino feat. Elisa e Meg) | Leone Balduzzi                      |
| 2003 | Broken | Luca Guadagnino                     |
| 2004 | Electricity | Leone Balduzzi                      |
| 2004 | Together | Andrew Bennett e Mark Yamamoto      |
| 2004 | The Waves | Andrew Bennett ed Aaron Haye        |
| 2005 | Una poesia anche per te | Elisa e Daniele Zennaro             |
| 2005 | Opera (Jade feat. Elisa) | Paolo Doppieri                      |
| 2005 | Swan | Luca Guadagnino                     |
| 2006 | Teach Me Again (con Tina Turner) | Stefano Veneruso                    |
| 2006 | Gli ostacoli del cuore (con Ligabue) | Ligabue                             |
| 2007 | Eppure sentire (un senso di te) | Giovanni Veronesi                   |
| 2007 | Stay (prima versione) | Marco Salom ed Elisa                |
| 2007 | Stay (seconda versione) | Joe Tunmer                          |
| 2007 | Qualcosa che non c'è | The Underdog ed Elisa               |
| 2009 | Domani 21/04.2009 (Artisti uniti per l'Abruzzo) | Ambrogio Lo Giudice                 |
| 2009 | Ti vorrei sollevare (con Giuliano Sangiorgi) | Marco Ponti                         |
| 2010 | Anche se non trovi le parole (prima versione) | Paolo Caredda                       |
| 2010 | Anche se non trovi le parole (seconda versione) |                                     |
| 2010 | Someone to Love | Marco Gentile                       |
| 2010 | Donna d'Onna (Amiche per l'Abruzzo) | Gaetano Morbioli                    |
| 2011 | Sometime Ago | Marco Salom                         |
| 2011 | Love Is Requited | Milena Canonero e Loris Lai         |
| 2012 | A muso duro (Italia Loves Emilia) | Riccardo Guarnieri                  |
| 2013 | L'anima vola | Latino Pellegrini e Mauro Simionato |
| 2013 | Ecco che | Giovanni Veronesi                   |
| 2014 | Un filo di seta negli abissi | Latino Pellegrini e Mauro Simionato |
| 2014 | Pagina bianca | Victor Indrizzo                     |
| 2014 | We Are Incurable Romantics (Ozark Henry feat. Elisa) |                                     |
| 2014 | A modo tuo | Sara Tirelli                        |
| 2015 | La signora del quinto piano #1522 (Carmen Consoli con Elisa, Emma, Irene Grandi, Nada e Gianna Nannini)                                                             |                                     |
| 2016 | No Hero | Alessandra Alfieri                  |
| 2016 | Vain (Big Fish feat. Elisa) | Luca Lodi                           |
| 2016 | Love Me Forever | Romana Meggiolaro                   |
| 2016 | Bruciare per te | Mauro Simionato                     |
| 2017 | Ogni istante | Elisa                               |
| 2017 | Piccola anima (Ermal Meta feat. Elisa) | Slim Dogs Production                |
| 2018 | Da sola/In the Night (Takagi & Ketra feat. Tommaso Paradiso e Elisa)                                                                                                | Gaetano Morbioli                    |
| 2018 | Will We Be Strangers | Collettivo Velocissimo              |
| 2018 | La fine della chemio (Sick Tamburo feat. Jovanotti, Tre Allegri Ragazzi Morti, Manuel Agnelli, Samuel, Elisa, Meg, Lo Stato Sociale, Pierpaolo Capovilla e Prozac+) | Fausto Collarino e Stefano Poletti  |
| 2018 | Quelli che restano (con Francesco de Gregori) | YouNuts!                            |
| 2018 | Se piovesse il tuo nome | YouNuts!                            |
| 2019 | Anche fragile | YouNuts!                            |
| 2019 | Vivere tutte le vite (con Carl Brave) | YouNuts!                            |
| 2019 | Birds (Imagine Dragons feat. Elisa) | Zac Wong                            |
| 2019 | Tua per sempre | Attilio Cusani                      |
| 2020 | Neon - Le ali (Marracash feat. Elisa) | Nicola Bussei Fabio Giavara         |
| 2020 | Volente o nolente (Ligabue feat. Elisa) | YouNuts!                            |
| 2021 | Seta | Attilio Cusani ed Elisa             |
| 2022 | O forse sei tu | Giulio Rosati                       |
| 2022 | Litoranea (con Matilda De Angelis) | YouNuts!                            |
| 2023 | Diamanti (con i Negramaro e Jovanotti) | Francesco Lorusso                   |
| 2023 | Quando nevica | YouNuts!                            |
| 2024 | Dillo solo al buio | Nicolò Bassetto                     |
| 2025 | Nonostante tutto | Enea Colombi                        |
| 2025 | Sesso debole | Elisa                               |